# Miss Venezuela 2001
El Miss Venezuela 2001 fue la cuadragésima octava (48.ª) edición del certamen Miss Venezuela, el concurso fue transmitido en vivo por Venevisión desde el Poliedro de Caracas, en Caracas, Venezuela el viernes 14 de septiembre de 2001. Al final de la competencia, Eva Ekvall, Miss Venezuela 2000 de Apure, coronó a Cynthia Lander, del Distrito Capital, como su sucesora.

## Desarrollo
El opening estuvo dedicado a Simón Díaz. el primer desfile en el cual las candidatas se presentaban, fue pregrabado, situación que dejó gran sin sabor en la cúpula del poliedro que se reventaba en gritos y barras. en cada negro, la diva de la animación, Maite Delgado, se hacía abanicar por varios asistentes que evitaban que su piel se viera brillante y su cabello siempre levantado en las puntas. tuvo tres mudas de ropa a diferencia de Osvaldo Ríos quien parecía encajado en su smoking boricua. las favoritas siempre estuvieron presentes en el cuadro de finalistas: Miss Táchira, Aura Zambrano, quedó de primera finalista, Miss Vargas, Norelys Rodríguez, la salvó su respuesta elocuente, quedó de segunda y Miss Trujillo, Lorena Delgado, quien lució un bello traje de Ángel Sánchez, de tercera; a la salida, gran parte del público se quejó que el certamen estuviera `comprado´, nadie sabe si es así, sólo existe la certeza que hoy tenemos una nueva y hermosa reina de Venezuela.

## Ganadoras
| Resultado           | Candidata |
| ------------------- | --- |
| Miss Venezuela 2001 | - Distrito Capital - Cynthia Lander |
| 1.ª Finalista       | - Táchira - Aura Zambrano |
| 2.ª Finalista       | - Vargas - Norelys Rodríguez |
| 3.ª Finalista       | - Trujillo - Lorena Delgado |
| 4.ª Finalista       | - Portuguesa - Carolina Groening |
| Semifinalistas      | - Amazonas - Mariaeugenia Rivero - Aragua - Keidy Moreno - Barinas - Stephanie Brumat - Carabobo - Jerika Hoffmann - Falcón - Gabriela Benamú |

### Premios Especiales
| Premio               | Candidata Ganadora                |
| -------------------- | --------------------------------- |
| Mejor Figura         | Distrito Capital - Cynthia Lander |
| Miss Internet        | Carabobo - Jerika Hoffmann        |
| Miss Fotogenica      | Vargas - Norelys Rodríguez        |
| Mejor Cabello        | Amazonas - Mariaeugenia Rivero    |
| La piel más linda    | Portuguesa - Carolina Groening    |
| Miss Simpatía        | Vargas - Norelys Rodríguez        |
| El rostro más bello  | Carabobo - Jerika Hoffmann        |
| La sonrisa más bella | Trujillo - Lorena Delgado         |
| Miss Personalidad    | Vargas - Norelys Rodríguez        |
| Mejores Piernas      | Miranda - Federica Guzmán         |
| Mejor Pasarela       | Apure - María Alejandra Carballo  |
| Miss Integral        | Carabobo - Jerika Hoffmann        |

## Candidatas Oficiales
| Estado            | Candidata                                  | Edad | Estatura (m) | Ciudad Natal   |
| ----------------- | ------------------------------------------ | ---- | ------------ | -------------- |
| Amazonas          | Mariaeugenia Rivero Barrios                | 20   | 1,77         | Caracas        |
| Anzoátegui        | María del Mar Estévez Pérez                | 21   | 1,78         | Porlamar       |
| Apure             | María Alejandra Carballo Salas             | 20   | 1,82         | Puerto La Cruz |
| Aragua            | Keidy Zoraida Moreno Marín                 | 18   | 1,81         | Maracay        |
| Barinas           | Stephanie Virginia Brumat Lavieri          | 24   | 1,74         | Maracay        |
| Bolívar           | Carolina Rossy Barrios Bolaños             | 18   | 1,74         | Ciudad Guayana |
| Carabobo          | Jerika de los Angeles Hoffmann Leal        | 18   | 1,72         | Valencia       |
| Cojedes           | Alejandra Rincón Murillo                   | 23   | 1,72         | Caracas        |
| Costa Oriental    | María del Rocío Cuello Echevarne           | 20   | 1,76         | Maracaibo      |
| Delta Amacuro     | Arleen Lorena Gutiérrez Soler              | 21   | 1,74         | Caracas        |
| Distrito Capital  | Cynthia Cristina Lander Zamora             | 19   | 1,80         | Caracas        |
| Falcón            | Gabriela Mercedes Benamú Villamizar        | 18   | 1,79         | Caracas        |
| Guárico           | Mery Carolina de los Ríos Romero           | 23   | 1,70         | Caracas        |
| Lara              | Carmen Amelia (Camelia) Sánchez Colmenares | 22   | 1,76         | Barquisimeto   |
| Mérida            | Lina Eugenia Morales Krisciunas            | 18   | 1,79         | Caracas        |
| Miranda           | Alexandra Federica Guzmán Diamante         | 20   | 1,76         | Caracas        |
| Monagas           | María Cristina López Palacios              | 20   | 1,77         | Maturín        |
| Nueva Esparta     | Nathalye Gabriela Gómez García             | 19   | 1,80         | Porlamar       |
| Península Guajira | Nieves Esperanza Medina Cestari            | 20   | 1,74         | Maracaibo      |
| Portuguesa        | Shumy Carolina Groening Burie              | 21   | 1,80         | Acarigua       |
| Sucre             | Ana Valentina Montero Lugano               | 19   | 1,72         | Caracas        |
| Táchira           | Aura Consuelo Zambrano Alejos              | 20   | 1,80         | San Cristóbal  |
| Trujillo          | Lorena Alexandra Delgado Cárdenas          | 18   | 1,80         | Caracas        |
| Vargas            | María Norelys Rodríguez Guillén            | 24   | 1,72         | Mérida         |
| Yaracuy           | Christelle Amanda Pannier Hardy            | 18   | 1,80         | Caracas        |
| Zulia             | Apmery Loris León Ocando                   | 21   | 1,75         | Maracaibo      |